# Gordon McMullan
Gordon McMullan ist ein britischer Shakespeare-Gelehrter, Professor für Englische Literatur und Direktor des London Shakespeare Centre am King’s College.

## Akademischer Werdegang
McMullan hat an den Universitäten von Birmingham und Kansas studiert und wurde am Wadham College promoviert. Nach einer Lehrtätigkeit an der University of Newcastle unterrichtet er seit 1995 am King’s College. Er war Fellow der Huntington Library und des Humanities Research Centre der Australian National University. Derzeit ist er Gastprofessor an der University of Queensland. Er ist außerdem ein Fellow der English Association und der Royal Society of Arts.

## Forschung
McMullan ist in erster Linie tätig als Literaturwissenschaftler und Herausgeber frühneuenglischer Dramen. Er hat darüber hinaus zur Rezeption und Aufführungsgeschichte der Werke Shakespeares gearbeitet, unter besonderer Berücksichtigung der Idee einer weltweiten Verbreitung der Dramen Shakespeares. Er hat sich auch mit dem Phänomen der Kreativität im höheren Lebensalter und dem sogenannten „Spätstil“ von Schriftstellern auseinandergesetzt.

## Lehrtätigkeit und außerakademisches Engagement
McMullan bietet vorwiegend Lehrveranstaltungen zu Early modern drama und Shakespeare an. Er hat als Dramaturg am RSC, dem Globe und dem Old Vic gearbeitet. Er hat für das King’s im Jahre 2016 die Veranstaltungsreihe Shakespeare400 geleitet, die Ausstellung By Me, William Shakespeare an den The National Archives kuratiert und war Mitherausgeber von Shakespeare in Ten Acts, dem Katalog der Shakespeare-Ausstellung der British Library im Jahre 2016. McMullan koordiniert seit mehr als zwanzig Jahren die Zusammenarbeit des King’s College mit Shakespeare’s Globe.

## Werke
- The Strange Case of Susan Brotes: Rhetoric, Gender, and Authorship in John Fletcher’s The Tamer Tamed or, How (Not) to Identify an Early Modern Playwright in: Renaissance Drama. 47, 2, 1–24 doi:10.1086/705890

- Goblin’s market: Israel Gollancz, the 1916 Tercentenary, and the invention of ‚global Shakespeare‘, in: Peter Holland (Ed.): Shakespeare Survey 70, pg. 40–49. doi:10.1017/9781108277648

- Romeo and Juliet, Norton Critical Edition W. W. Norton & Company, New York 2016 ISBN 9780393926262

- Gordon McMullan and Sam Smiles (Hrsg.): Late Style and its Discontents: Essays in art, literature, and music. Oxford: Oxford University Press, Oxford 2016. ISBN 9780198704621

- The Politics of Unease in the Plays of John Fletcher (1994)

- Shakespeare and the Idea of Late Writing: Authorship in the Proximity of Death (2007)

- Antipodal Shakespeare: Remembering and Forgetting in Britain, Australia and New Zealand, 1916–2016 (2018).

- Shakespeare and Fletcher’s Henry VIII Arden Shakespeare (2000)

- 1 Henry IV (2003) Norton Critical Editions

- Romeo and Juliet (2016) Norton Critical Editions

- Women Making Shakespeare (2014)

- Late Style and its Discontents: Essays in Art, Literature and Music (2016)

- Creativity in Later Life: Beyond Late Style (2019).

- General Textual Editor: The Norton Shakespeare (3rd edition, 2015)

- General Editor: Arden Early Modern Drama